# Centrarthra furcivitta
Centrarthra furcivitta là một loài bướm đêm trong họ Noctuidae.